# Не оставляющий следа
«Не оставля́ющий следа́» (англ. Untraceable) — американский художественный фильм в жанре психологического триллера режиссёра Грегори Хоблита, вышедший в 2008 году.

## Сюжет
В центре сюжетной линии — специальный отдел ФБР, занимающийся компьютерными преступлениями. Дженнифер Марш — один из агентов этого отдела — случайно узнаёт о существовании веб-сайта с названием «Убей со мной» (killwithme.com), владельцем которого является хорошо разбирающийся в компьютерах маньяк-убийца, чьи мотивы с первого взгляда непонятны.
Специальный агент является овдовевшей матерью-одиночкой, которая живёт с дочерью Энни Хаскинс и матерью в пригороде Портленда. Ночью она работает в ФБР в отделении по борьбе с киберпреступностью в паре с Гриффином Даудом. В их компетенции борьба с кражами личных данных, скачиванием нелегального контента и взломами правительственных систем.
Однажды ночью кто-то анонимно приводит их на сайт под названием Убейсомной.ком (killwithme.com). Сайт содержит онлайн-видео, на котором в режиме реального времени сложная машина пытает и убивает котёнка. Все попытки заблокировать работу сайта приводят к тому, что он вновь начинает функционировать, используя зеркальные домены. Тем самым создатель сайта был готов к тому, что начнется активная работа агентов над закрытием этого портала.
После смерти котёнка сайт обретает популярность и посетители узнают о том, что, чем больше посетителей заходит на сайт, тем быстрее смерть жертвы, попавшей в ловушку к маньяку. Дженнифер призывает не рекламировать, не упоминать нигде название сайта, чтобы не подтолкнуть любопытную общественность зайти на этот сайт и проверить, правда ли то, что про него говорят. Первой жертвой преступника, в подвале которого и происходят эти пытки, становится пилот вертолета, он умирает от потери крови после инъекции антикоагулянта. Второй жертвой становится телеведущий, который умирает от жара лампы, будучи с зацементированными ногами. Третьим оказывается агент ФБР, лучший друг Дженнифер, Гриффин Дауд, которого погружают в раствор серной кислоты по шею, и его концентрация постепенно возрастает, медленно уничтожая тело Гриффина на глазах у коллег.
Поначалу кажется, что жертвы были выбраны случайным образом, но в дальнейшем выясняется, что это не так. Первые две жертвы были выбраны потому, что они были причастны к страшному видео самоубийства преподавателя колледжа на Бродвейском мосту. Мальчик-вундеркинд, сын самоубийцы по имени Оуэн Рэйли, очень тяжело перенёс смерть отца и угодил в психиатрическую лечебницу после трагедии. После своего освобождения он решил доказать всем, что общественность утратила все нормы морали и она с удовольствием смотрит на страдания других людей, а также отомстить тем, кто был причастен к тому, что видео гибели его отца транслировалось по телеканалам и гуляло по интернету. Гриффин был убит только потому, что был очень близок к разгадке.
Затем приходит очередь Дженнифер стать следующей жертвой. В её автомобиле взламывается компьютерная система, и спрятавшийся в нём Оуэн вырубает агента и привозит в её же дом, с заранее устроенной пыточной в подвале. Он подвешивает Дженнифер на трос вниз головой, а на полу устанавливает вращающиеся лезвия. С увеличением количества посетителей сайта Дженнифер опускается всё ниже. Но ей удаётся раскачаться и ухватиться за деревянную колонну, тем самым зафиксировав своё положение и выбравшись из западни.
Спецагенты, наблюдая за происходящим, догадываются, что действие происходит в её подвале, и отправляются на её спасение.
Фильм заканчивается тем, что Дженнифер убивает множеством выстрелов Оуэна и показывает в видеокамеру значок сотрудника ФБР. В это время в чате один из посетителей интересуется: «Где скачать это видео?»

## В ролях
- Дайан Лэйн — Дженнифер Марш
- Билли Берк — Эрик Бокс
- Колин Хэнкс — Гриффин Дауд
- Джозеф Кросс — Оуэн Райли
- Мэри Бет Херт — Стелла Марш
- Тайрон Джордано — Тим Уилкс
- Питер Льюис — Ричард Брукс
- Перла Хэйни-Джардин — Энни Хаскинс
- Тим Де Зарн — Герберт Миллер
- Кристофер Казинс — Дэвид Уильямс

## Дополнительные факты
- Фильм вышел в прокат США 22 января 2008 года, в России — 3 апреля 2008 года.
- Бюджет составил 35 млн долларов США, а сборы — 52,5 млн долларов.
- Картина имеет рейтинг R.

## Интересные факты
- Сложные машины, с помощью которых преступник совершает убийства, — это реализация принципа машин Голдберга — совершение простых действий с помощью запутанной системы обычных предметов[2].
- Первоначально картине дали рейтинг X.
- Компания «New Line Cinema» отклонила предложение снимать фильм, после чего «Не оставляющий следа» перехватила компания «Screen Gems», известная по фильмам «Другой мир», «Ультрафиолет», «Обитель зла».
- Колин Хэнкс проходил кастинг на роль Оуэна Райли.
- Дайан Лэйн получила за съёмки 3 млн долларов.
- Сайт, который использовал убийца (www.killwithme.com), существовал на самом деле. Он принадлежал киностудии и использовался для рекламы фильма. На нем пользователи попадали на копию компьютера ФБР, которым пользовалась героиня Дженнифер Марш. Ее рабочий стол взламывает убийца, который предлагает посетителю пройти четыре теста, чтобы деактивировать его сайт. В настоящее время контент удален, а доменное имя доступно для продажи или аренды.[3]